# Spužve
Spužve, s tujko porifere (znanstveno ime Porifera), so eno izmed devetih najpomembnejših in najobsežnejših debel živali (Animalia), v katerega spadajo vodni (pretežno morski, v manjšem deležu sladkovodni) mnogoceličarji, ki še nimajo pravih tkiv, organov in organskih sistemov, a je pri njih moč prepoznati več dobro razločnih tipov celic. Spužve se navadno dojema kot najpreprostejše večceličarje, tako imenovane neprave mnogoceličarje (Parazoa), zgrajene iz agregatov celic in taksonomsko izven skupine pravih mnogoceličarjev (Eumetazoa). Predstavniki teh sesilnih (pritrjenih) akvatičnih živali so prepoznavni po svoji asimetrični obliki, saj skozi telo spužve ni mogoče potegniti simetrijske linije, ki bi žival razdelila na dva (bilateralna simetrija) ali več (radialna simetrija) enakih delov. Na pogled so spužve nestalne in nepravilne, saj zavzemajo raznolike oblike; najpogosteje pa so vrečaste, gobaste, cevaste ali celo drevesaste.
Po načinu prehranjevanja so porifere filtratorji, ki s pomočjo sistema posebej specializiranih celic ovratničark (hoanocit) in pomožnih tipov precejajo vodo in vsrkavajo hranilne snovi, ki v telo skupaj z vodo prihajajo skozi kamrice, imenovane dotekalke. Precejana voda nato živali zapusti skozi (navadno samo eno) odprtino, ki ji pravimo odtekalka ali osculum. Spužve so prepoznavane tudi po svojem kompaktnem ogrodju, ki sestoji iz organskega spongina in igličastih tvorb, kot so denimo raznovrstno oblikovane spikule.
Poznanih je več kot 9000 vrst spužev, od katerih je 400 pripadnic steklenjač, 500 apnenjač in preostale kremenjače. Zaradi slabe raziskanosti morskih habitatov se predvideva, da bo v prihodnosti odkritih še veliko novih vrst spužev. Zoološki vedi, ki se ukvarja s preučevanjem spužev, pravimo spongiologija.

## Morfologija s fiziologijo
Spužve so nepravi mnogoceličarji ali parazoji, ki še nimajo razvitih pravih tkiv in naprednejših tkivnih struktur, kot so organi ter organski sistemi. Te živali so sestavljene iz skupkov (agregatov) celic različnih tipov, ki služijo specifičnim nalogam in so zmožne določene mere prehajanja med različnimi tipi. Namesto izraza tkivo pri spužvah uporabljamo termin sloj. V osnovi telo poljubne porifere sestoji iz morfološko in funkcionalno različnih slojev: zunanjega pinakoderma, vmesnega mezohila (mezogleje) in notranjega hoanoderma.

### Pinakoderm
Pinakoderm je zunanji sloj spužev, ki funkcionalno predstavlja integument. Gre za ploščato plast, zgrajeno iz posebnega tipa celic, imenovanega pinakocite. Te celice so sploščene oblike in se z istovrstnimi celicami povezujejo v obsežnejše krovne plasti. Pri sladkovodnih vrstah spužev je v celicah pinakocitah prisotna krčljiva (kontraktilna) vakuola. V pinakodermu je moč najti tudi celice porocite, ki so za razliko od pinakocit podolgovate oblike in imajo velik znotrajcelični prostor, s pomočjo katerega v pinakodermu tvorijo za vodo in v njej raztopljen detrit prepustne pore.

### Hoanoderm
Hoanoderm ali gastrodermis je notranji sloj spužev, zgrajen iz celic ovratničark (hoanocit), ki omejujejo osrednjo votlino spužve – tako imenovani spongocel.
Natančna lokacija hoanoderma je odvisna od tipa spužve. Pri najenostavnejšem tipu, askonu, hoanoderm prekriva notranjo površino telesne stene spužev, ki obdaja spongocel. Drug morfološki tip spužev je tako imenovani sikon, kjer je hoanoderm naguban in ima s tem precej povečano površino. Pravimo, da se hoanoderm pri sikonskem tipu z izvihanjem (evaginacijo) telesne stene skrije v radiarne žepe. Pri nekaterih predstavnikih sikonskih spužev se hkrati tvori korteks z dovodnimi kanali, ki skrbijo za dotekanje vode v omenjene žepke. Zadnji, najkompleksnejši tip spužev je levkon, za katerega je značilen pojav posebnih kamric, znotraj katerih je nastanjen hoanoderm. Tudi te kamrice so povezane z dovodnimi in odvodnimi kanalčki, katerih steno pokrivajo pinakocite pinakoderma.
Celice ovratničarke (hoanocite) so navidezno podobne evkariontskim bičkarjem ovratničarjem (Choanoflagellata). Gre za celice, sestavljene iz telesa s pripadajočim citosolom in organeli, ki se končujejo z dolgim bičkom, obdanim z obročkom (ovratnikom) krajših mikrovilov. Biček je gibalni organel, ki s svojim neprestanim premikanjem ustvarja vodni tok, zaradi katerega mimo hoanoderma teče oksigenirana voda s hranilnimi snovmi, ki se ujamejo na ovratnik mikrovilov, nakar jih vase sprejmejo hoanocite. Pri prebavi hrane pogosto sodelujejo tudi celice arheocite, sicer pripadnice srednjega sloja spužev, mezohila. Filtrirana voda se iz spužve odstrani skozi odtekalko ali osculum.
- Na levi je celica ovratničarka ali hoanocita, prepoznavna zaradi dolgega osrednjega biča in ovratnika kratkih mikrovilov.
- Na levi je prikazan enoceličar bičkar ovratničar, ki spominja na celice ovratničarke (hoanocite) spužev, naslikane na desni. Skrajno desna slika ponazarja položaj hoanocit v spužvah.
- Pri spužvah ločimo tri morfološke tipe: (od leve proti desni) askon, sikon in levkon. Rumene so pinakocite, rdeče hoanocite, siv je mezohil. Puščica predstavlja vodni tok.

### Mezohil
Mezohil ali mezogleja je vmesni sloj spužev, ki ga sestavlja več različnih tipov celic z bogato medceličnino in je analogen vezivnemu tkivu višjih živali. V medceličnini spužev najdemo predvsem različne glikoproteine in kolagenska vlakna. Med pomembnejše celice mezohila spadajo arheocite (amebocite), ki so gibljive celice ameboidnega tipa, delujejo pa kot pomočniki pri fagocitozi hrane in njeni razgradnji ter prenosu. Arheocite so na nek način analog zarodnim in matičnim celicam višjih živali, saj so sposobne delitve in preoblikovanja v druge celične tipe. Pravimo, da so totipotentne.
Druge bolje poznane celice so spongocite, ki secernirajo kolagenska vlakna, zmožna polimerizacije v posebno beljakovino ogrodja, spongin. K oblikovanju ogrodja prispevajo tudi sklerocite, celice, v katerih nastajajo igličasti elementi skeleta – spikule, sklere in skleriti. Te igličaste tvorbe so navadno iz kalcita (apnenjače) ali kremena (kremenjače), njihova oblika pa je pogosto ključni znak za določanje vrst spužev. Občasno spikule anorganskega izvora zamenja organski spongin. Miocite so mišične celice, zaradi prisotnosti beljakovin aktina in miozina sposobne kontrakcije. Pri spužvah so v mezohilu locirane tudi spolne celice. Za sladkovodne spužve je značilen način razširjanja in razmnoževanja s pomočjo tako imenovanih gemul ali zimskih brstov, katerih ovoj gradijo spikule amfidiski, v notranjosti pa so arheocite. Spužve s pomočjo teh notranjih brstov preživljajo neugodne razmere v okolju, kot so denimo suša, zmrzal, spremembe pH ipd.

## Taksonomija
Taksonomsko spužve tvorijo lastno podkraljestvo, nepravi mnogoceličarji ali Parazoa (kar prevajamo kot "poleg živali"), ki se ga ločuje od pravih mnogoceličarjev ali Eumetazoa, kamor spadajo preostala živalska debla. Ponekod so spužve obravnavane kot parafiletsko deblo, iz katerega naj bi se razvile višje živali, medtem ko druge raziskave podpirajo monofiletskost porifer.
Tradicionalno se spužve deli na tri razrede, ki so osnovani na podlagi sestave skeleta: apnenjače (Calcarea), steklenjače (Hexactinellida) in kremenjače (Demospongiae). Novejše raziskave so pokazale, da so spužve taksona Homoscleromorpha dovolj filogenetsko oddaljene od drugih kremenjač in posledično tvorijo četrti razred spužev. Sodobna delitev je tako naslednja:
- Calcarea (apnenjače[7] ali apnenčaste spužve[4][6]): imajo skelet iz kalcita (apnenca), posebne oblike kalcijevega karbonata. Za vse spužve tega razreda so značilne enojedrne celice.[8]
- Hexactinellida (steklenjače[4][6][7]): zanje so značilni sinciciji, mnogojedrne tvorbe, ki sestojijo iz več zlitih celic.[6] Ogrodje je kremenčasto.[4]

- Demospongiae (kremenjače,[7] kremenorožnice,[6] kremenaste spužve in spužve roženjače[4]): njihov skelet je iz kremena ali spongina.[6] Tudi pri kremenjačah najdemo samo enojedrne celice in ne sincicijev.[8]
- Homoscleromorpha (homoskleromorfi): načeloma imajo podobne lastnosti kot kremenjače, kamor so nekoč spadale (enojedrne celice in kremenčasto ogrodje).[16]

|                 | Celice           | Skelet  | Prisotnost spongina | Morfološki tip       | Habitat               |
| --------------- | ---------------- | ------- | ------------------- | -------------------- | --------------------- |
| Apnenjače       | Enojedrne celice | Apnenec | Ne                  | Askon, sikon, levkon | Morske                |
| Steklenjače     | Sinciciji        | Kremen  | Ne                  | Levkon               | Morske                |
| Kremenjače      | Enojedrne celice | Kremen  | Pogosto             | Levkon               | Morske in sladkovodne |
| Homoskleromorfi | Enojedrne celice | Kremen  | Pogosto             | Levkon               | Morske                |

## Galerija
- Rumena spužva vrtavka, Cliona celata
- Stražna spužva ali morska žogica, Suberites domuncula
- Rogljača, Axinella polypoides
- Ledvičasta spužva, Chondrosia reniformis
- Mala morska pomaranča, Tethya aurantia
- Venerina cvetlična košarica, Euplectella aspergillum
- Žvepljenjača, Aplysina aerophoba
- Prepletena spužva, Oscarella lobularis